# Eredivisie 2016/17 (mannenvoetbal)/Transfers zomer
Dit is een lijst van transfers uit de Nederlandse Eredivisie in de zomer van het jaar 2016, als voorbereiding op het seizoen 2016/17. Hierin staan alleen transfers die clubs uit de Eredivisie hebben voltooid.
De transferperiode duurt van 1 juli 2016 tot en met 1 september. Deals mogen op elk moment van het jaar gesloten worden, maar de transfers zelf mogen pas in de transferperiodes plaatsvinden. Transfervrije spelers (spelers zonder club) mogen op elk moment van het jaar gestrikt worden.
| Speler                      | Nationaliteit         | Oude club                | Nieuwe club                   | Extra                                             |
| --------------------------- | --------------------- | ------------------------ | ----------------------------- | ------------------------------------------------- |
| Amir Absalem                | Nederland             | Feyenoord                | FC Groningen                  | Transfervrij                                      |
| Anass Achahbar              | Nederland             | Feyenoord                | PEC Zwolle                    | Circa € 300.000, -                                |
| Rochdi Achenteh             | Nederland             | Willem II                | Go Ahead Eagles               | Transfervrij                                      |
| Elton Acolatse              | Nederland             | Ajax                     | Westerlo                      | Transfervrij                                      |
| Gor Agbaljan                | Nederland             | sc Heerenveen            | Heracles Almelo               | Transfervrij                                      |
| Thomas Agyepong             | Ghana                 | Manchester City          | NAC Breda                     | Verhuurd, was verhuurd aan FC Twente              |
| Abdul Ajagun                | Nigeria               | Panathinaikos            | Roda JC                       | Verhuurd, was verhuurd aan Levadiakos             |
| Fahd Aktaou                 | Marokko               | Heracles Almelo          | Wydad Casablanca              | Transfervrij, was verhuurd aan Almere City        |
| Nathan Allan de Souza       | Brazilië              | Chelsea                  | Vitesse                       | Verhuurd, was al verhuurd                         |
| Frederic Ananou             | Duitsland             | 1. FC Köln               | Roda JC                       | Transfervrij                                      |
| Lucas Andersen              | Denemarken            | Ajax                     | Grasshoppers                  | Circa € 1.500.000, -, was verhuurd aan Willem II  |
| Pelé van Anholt             | Nederland             | sc Heerenveen            | Willem II                     | Transfervrij                                      |
| Jarchinio Antonia           | Curaçao               | FC Groningen             | Go Ahead Eagles               | Transfervrij                                      |
| Marcel Appiah               | Duitsland             | N.E.C.                   | VfL Osnabrück                 | Transfervrij                                      |
| Arghus                      | Brazilië              | SC Braga                 | Excelsior                     | Verhuurd                                          |
| Samuel Armenteros           | Zweden                | FK Qarabağ               | Heracles Almelo               | Transfervrij                                      |
| Adil Auassar                | Nederland             | Excelsior                | Roda JC                       | Transfervrij                                      |
| Taiwo Awoniyi               | Nigeria               | Liverpool                | N.E.C.                        | Verhuurd                                          |
| Abdul Bai Kamara            | Nederland             | N.E.C.                   | Sparta Rotterdam              | Transfervrij                                      |
| Lewis Baker                 | Engeland              | Chelsea                  | Vitesse                       | Verhuurd, was al verhuurd                         |
| Danny Bakker                | Nederland             | Ajax                     | SC Cambuur                    | Transfervrij                                      |
| Nick Bakker                 | Nederland             | FC Groningen             | FC Emmen                      | Transfervrij                                      |
| Sheraldo Becker             | Nederland             | Ajax                     | ADO Den Haag                  | Circa € 200.000, -, was verhuurd aan PEC Zwolle   |
| Filip Bednarek              | Nederland             | FC Utrecht               | De Graafschap                 | Transfervrij                                      |
| Iliass Bel Hassani          | Marokko               | Heracles Almelo          | AZ                            | Circa € 1.350.000, -                              |
| Yesin Ben Mohamadi          | Nederland             | Sparta Rotterdam         | RKC Waalwijk                  | Transfervrij                                      |
| Martijn Berden              | Nederland             | PSV                      | Vitesse                       | Transfervrij                                      |
| Tim van de Berg             | Nederland             | Elinkwijk                | Heracles Almelo               | Transfervrij                                      |
| Joey van den Berg           | Nederland             | sc Heerenveen            | Reading                       | Transfervrij                                      |
| Steven Berghuis             | Nederland             | Watford                  | Feyenoord                     | Verhuurd                                          |
| Tristan Berghuis            | Nederland             | PEC Zwolle               | WSV Apeldoorn                 | Transfervrij                                      |
| Jesse Bertrams              | Nederland             | PSV                      | Lommel United                 | Transfervrij                                      |
| Bart Biemans                | België                | Roda JC                  | FC Den Bosch                  | Transfervrij, was al verhuurd                     |
| Glenn Bijl                  | Nederland             | FC Dordrecht             | FC Groningen                  | Was verhuurd                                      |
| Django Binder               | Nederland             | Excelsior                | Kozakken Boys                 | Transfervrij                                      |
| Rafael Boer                 | Nederland             | N.E.C.                   | Almere City FC                | Transfervrij                                      |
| Nicolai Boilesen            | Denemarken            | Ajax                     | FC Kopenhagen                 | Transfervrij                                      |
| Nick de Bondt               | Nederland             | Go Ahead Eagles          | De Treffers                   | Transfervrij, was verhuurd aan FC Dordrecht       |
| Branco van den Boomen       | Nederland             | sc Heerenveen            | Willem II                     | Verhuurd                                          |
| Nick Borgman                | Nederland             | PEC Zwolle               | FC Groningen                  | Transfervrij                                      |
| Torgeir Børven              | Noorwegen             | FC Twente                | SK Brann                      | Verhuurd                                          |
| Henk Bos                    | Nederland             | FC Groningen             | FC Emmen                      | Transfervrij                                      |
| Chima Bosman                | Nederland             | N.E.C.                   | Roda JC                       | Transfervrij                                      |
| Emre Bostanci               | Nederland             | VV UNA                   | Willem II                     | Transfervrij                                      |
| Gino Bosz                   | Nederland             | Heracles Almelo          | SC Cambuur                    | Transfervrij                                      |
| Ouasim Bouy                 | Nederland             | Juventus                 | Palermo                       | Verhuurd, was verhuurd aan PEC Zwolle             |
| Daan Bovenberg              | Nederland             | Excelsior                | —                             | Gestopt                                           |
| Ruud Boymans                | Nederland             | FC Utrecht               | Al Shabab                     | Circa € 975.000, -                                |
| David Boysen                | Denemarken            | Brøndby IF               | Roda JC                       | Circa € 300.000, -                                |
| Edson Braafheid             | Nederland             | Lazio                    | FC Utrecht                    | Transfervrij                                      |
| Robert Braber               | Nederland             | Willem II                | Helmond Sport                 | Transfervrij                                      |
| Mattijs Branderhorst        | Nederland             | MVV                      | Willem II                     | Was verhuurd                                      |
| Kevin Brands                | Nederland             | NAC Breda                | Go Ahead Eagles               | Transfervrij                                      |
| Michael Breij               | Nederland             | AZ                       | FC Groningen                  | Transfervrij                                      |
| Rajko Brežančić             | Servië                | AZ                       | SD Huesca                     | Transfervrij                                      |
| Nicolai Brock-Madsen        | Denemarken            | Birmingham City          | PEC Zwolle                    | Verhuurd                                          |
| Roel Brouwers               | Nederland             | Borussia Mönchengladbach | Roda JC                       | Transfervrij                                      |
| Isaiah Brown                | Engeland              | Vitesse                  | Chelsea                       | Was verhuurd                                      |
| David Browne                | Papoea-Nieuw-Guinea   | PEC Zwolle               | FC Groningen                  | Transfervrij                                      |
| Damian van Bruggen          | Nederland             | Ajax                     | PSV                           | Transfervrij                                      |
| Jordy Bruijn                | Nederland             | Ajax                     | sc Heerenveen                 | Transfervrij                                      |
| Jeffrey Bruma               | Nederland             | PSV                      | VfL Wolfsburg                 | Circa € 11.500.000, -                             |
| Jordy Buijs                 | Nederland             | Roda JC                  | Pandurii Târgu Jiu            | Transfervrij                                      |
| Jeroen Buitenhuis           | Nederland             | PEC Zwolle               | N.E.C.                        | Transfervrij                                      |
| Samet Bulut                 | Nederland             | PEC Zwolle               | Onbekend                      |                                                   |
| Lorenzo Burnet              | Nederland             | FC Groningen             | Slovan Bratislava             | Transfervrij                                      |
| Robin Buwalda               | Nederland             | ADO Den Haag             | N.E.C.                        | Transfervrij, was verhuurd aan VVV-Venlo          |
| Bart Buysse                 | België                | N.E.C.                   | KSC Menen                     | Transfervrij                                      |
| Sinan Bytyqi                | Kosovo                | Manchester City          | Go Ahead Eagles               | Verhuurd                                          |
| Jerson Cabral               | Nederland             | FC Twente                | SC Bastia                     | Transfervrij                                      |
| Serhat Çakmak               | Turkije               | Clubloos                 | FC Utrecht                    | Transfervrij                                      |
| Andreas Calcan              | Roemenië              | Universitatea Cluj       | Willem II                     | Transfervrij                                      |
| Iván Calero                 | Spanje                | Derby County             | Sparta Rotterdam              | Transfervrij                                      |
| Julian Calor                | Nederland             | RKC Waalwijk             | Vitesse                       | Transfervrij                                      |
| Mateo Cassierra             | Colombia              | Deportivo Cali           | Ajax                          | Circa € 5.700.000, -                              |
| Cihat Çelik                 | Nederland             | N.E.C.                   | FC Oss                        | Transfervrij                                      |
| Bersant Celina              | Kosovo                | Manchester City          | FC Twente                     | Verhuurd                                          |
| Cyril Chevreuil             | Frankrijk             | AS Géménos               | Sparta Rotterdam              | Transfervrij                                      |
| Simon Church                | Wales                 | MK Dons                  | Roda JC                       | Was verhuurd aan Aberdeen                         |
| Rigino Cicilia              | Nederland             | Roda JC                  | Port Vale                     | Transfervrij, was verhuurd aan RKC Waalwijk       |
| Jasper Cillessen            | Nederland             | Ajax                     | FC Barcelona                  | Circa € 13.000.000, -                             |
| Cody Claver                 | Nederland             | Sparta Rotterdam         | SC Cambuur                    | Transfervrij                                      |
| Tim Coremans                | Nederland             | ADO Den Haag             | FC Dordrecht                  | Verhuurd                                          |
| Yannick Cortie              | Nederland             | FC Utrecht               | Teutonia Watzenborn-Steinberg | Transfervrij, was verhuurd aan Helmond Sport      |
| Jordy Croux                 | België                | MVV                      | Willem II                     | Circa € 150.000, -                                |
| Wessel Dammers              | Nederland             | SC Cambuur               | Feyenoord                     | Was verhuurd                                      |
| Jason Davidson              | Australië             | Huddersfield Town        | FC Groningen                  | Verhuurd                                          |
| Yves De Winter              | België                | Sint-Truiden             | Roda JC                       | Transfervrij                                      |
| Joris Delle                 | Frankrijk             | RC Lens                  | N.E.C.                        | Transfervrij                                      |
| Teije ten Den               | Nederland             | Go Ahead Eagles          | Helmond Sport                 | Verhuurd                                          |
| Thomas Deng                 | Australië             | Melbourne Victory        | PSV                           | Verhuurd                                          |
| Timothy Derijck             | België                | ADO Den Haag             | Zulte Waregem                 | Transfervrij                                      |
| Yannick Derix               | Nederland             | Roda JC                  | EVV                           | Transfervrij                                      |
| Mark Diemers                | Nederland             | FC Utrecht               | De Graafschap                 | Transfervrij, was al verhuurd                     |
| Kevin van Diermen           | Nederland             | Excelsior                | NAC Breda                     | Transfervrij, was al verhuurd                     |
| Kevin Diks                  | Nederland             | Vitesse                  | Fiorentina                    | Circa € 2.800.000, -                              |
| Danilho Doekhi              | Nederland             | Excelsior                | Ajax                          | Transfervrij                                      |
| Hüseyin Doğan               | Nederland             | Sparta Rotterdam         | Onbekend                      |                                                   |
| Joël Donald                 | Nederland             | AZ                       | Telstar                       | Transfervrij                                      |
| Lerin Duarte                | Nederland             | Ajax                     | Heracles Almelo               | Transfervrij, was verhuurd aan NAC Breda          |
| Mike van Duinen             | Nederland             | Fortuna Düsseldorf       | Excelsior                     | Transfervrij, was verhuurd aan Roda JC            |
| Dario Dumić                 | Denemarken            | Brøndby IF               | N.E.C.                        | Transfervrij, was al verhuurd                     |
| Orhan Džepar                | Nederland             | Go Ahead Eagles          | Telstar                       | Verhuurd                                          |
| Kyle Ebecilio               | Nederland             | Stabæk Fotball           | FC Twente                     | Was verhuurd                                      |
| Shadrach Eghan              | Ghana                 | ADO Den Haag             | FC Twente                     | Was verhuurd                                      |
| Rens van Eijden             | Nederland             | N.E.C.                   | AZ                            | Transfervrij                                      |
| Yaël Eisden                 | Curaçao               | Sparta Rotterdam         | Helmond Sport                 | Transfervrij                                      |
| Nassir El Aissati           | Nederland             | FC Utrecht               | FC Oss                        | Transfervrij                                      |
| Zakaria El Azzouzi          | Nederland             | Ajax                     | Sparta Rotterdam              | Verhuurd, was verhuurd aan FC Twente              |
| Abdel Malek El Hasnaoui     | Nederland             | PEC Zwolle               | Onbekend                      |                                                   |
| Aschraf El Mahdioui         | Nederland             | Ajax                     | ADO Den Haag                  | Transfervrij                                      |
| Shay Facey                  | Ierland               | Manchester City          | sc Heerenveen                 | Verhuurd                                          |
| Hicham Faik                 | Nederland             | Roda JC                  | Excelsior                     | Transfervrij                                      |
| Daro Faraj                  | Nederland             | FC Groningen             | Be Quick 1887                 | Transfervrij                                      |
| Lovette Felicia             | Nederland             | HVV Te Werve             | Sparta Rotterdam              | Transfervrij                                      |
| Sander Fischer              | Nederland             | Excelsior                | Go Ahead Eagles               | Transfervrij                                      |
| Viktor Fischer              | Denemarken            | Ajax                     | Middlesbrough                 | Circa € 5.000.000, -                              |
| Maarten de Fockert          | Nederland             | sc Heerenveen            | VVV-Venlo                     | Verhuurd                                          |
| André Fomitschow            | Duitsland             | 1. FC Kaiserslautern     | N.E.C.                        | Transfervrij                                      |
| Navarone Foor               | Nederland             | N.E.C.                   | Vitesse                       | Transfervrij                                      |
| Jeffry Fortes               | Kaapverdië            | FC Dordrecht             | Excelsior                     | Transfervrij                                      |
| Fred Friday                 | Nigeria               | Lillestrøm SK            | AZ                            | Circa € 1.500.000, -                              |
| Gonzalo García García       | Uruguay               | Heracles Almelo          | Anorthosis Famagusta          | Was verhuurd                                      |
| Mathias Gehrt               | Denemarken            | ADO Den Haag             | FC Helsingør                  | Transfervrij                                      |
| Reza Ghoochannejhad         | Iran                  | Charlton Athletic        | sc Heerenveen                 | Transfervrij                                      |
| Jeroen Gies                 | Nederland             | FC Groningen             | SV Meppen                     | Transfervrij                                      |
| Marco van Ginkel            | Nederland             | PSV                      | Chelsea                       | Was verhuurd                                      |
| Paul Gladon                 | Nederland             | Heracles Almelo          | Wolverhampton Wanderers       | Circa € 2.000.000, -                              |
| Fabian Gmeiner              | Oostenrijk            | VfB Stuttgart            | N.E.C.                        | Transfervrij                                      |
| Craig Goodwin               | Australië             | Adelaide United          | Sparta Rotterdam              | Transfervrij                                      |
| Willem Gootjes              | Nederland             | FC Groningen             | SC Cambuur                    | Transfervrij                                      |
| Coen Gortemaker             | Nederland             | Heracles Almelo          | Achilles '29                  | Transfervrij                                      |
| Arnaut Groeneveld           | Nederland             | PSV                      | N.E.C.                        | Transfervrij                                      |
| Stef Gronsveld              | Nederland             | Feyenoord                | FC Emmen                      | Transfervrij                                      |
| Edwin de Groot              | Nederland             | FC Utrecht               | vv Capelle                    | Transfervrij                                      |
| Indy Groothuizen            | Nederland             | Ajax                     | FC Nordsjælland               | Verhuurd                                          |
| Felipe Gutiérrez            | Chili                 | FC Twente                | Real Betis                    | Circa € 3.500.000, -                              |
| Raymond Gyasi               | Nederland             | AZ                       | SC Cambuur                    | Transfervrij, was verhuurd aan FC Emmen           |
| Danny van Haaren            | Nederland             | Feyenoord                | Almere City                   | Transfervrij                                      |
| Anouar Hadouir              | Marokko               | Moghreb Tétouan          | Excelsior                     | Transfervrij                                      |
| Robbie Haemhouts            | België                | Willem II                | NAC Breda                     | Transfervrij                                      |
| Hannes Þór Halldórsson      | IJsland               | N.E.C.                   | Randers FC                    | Was verhuurd aan FK Bodø/Glimt                    |
| Martin Hansen               | Denemarken            | ADO Den Haag             | FC Ingolstadt                 | Circa € 950.000, -                                |
| Thom Haye                   | Nederland             | AZ                       | Willem II                     | Transfervrij                                      |
| Menno Heerkes               | Nederland             | Heracles Almelo          | SV Meppen                     | Transfervrij                                      |
| Sander Heesakkers           | Nederland             | PSV                      | Dessel Sport                  | Transfervrij                                      |
| Michael Heinloth            | Duitsland             | SC Paderborn             | N.E.C.                        | Transfervrij                                      |
| Michiel Hemmen              | Nederland             | Excelsior                | SC Cambuur                    | Transfervrij                                      |
| Rick Hemmink                | Nederland             | Heracles Almelo          | Achilles '29                  | Transfervrij                                      |
| Sam Hendriks                | Nederland             | Ajax                     | Go Ahead Eagles               |                                                   |
| Markus Henriksen            | Noorwegen             | AZ                       | Hull City                     | Verhuurd                                          |
| Hjörtur Hermannsson         | IJsland               | PSV                      | Brøndby IF                    | Circa € 300.000, -, was verhuurd aan IFK Göteborg |
| Måns Herrmann               | Zweden                | Feyenoord                | Höganäs                       | Transfervrij                                      |
| Tom Hiariej                 | Nederland             | SC Cambuur               | FC Groningen                  | Was verhuurd                                      |
| Bart van Hintum             | Nederland             | PEC Zwolle               | Gaziantepspor                 | Transfervrij                                      |
| Giovanni Hiwat              | Nederland             | Sparta Rotterdam         | Helmond Sport                 | Transfervrij                                      |
| Jordy den Hoedt             | Nederland             | Feyenoord                | SC Cambuur                    | Transfervrij                                      |
| Thijs van Hofwegen          | Nederland             | N.E.C.                   | FC Twente                     | Transfervrij                                      |
| Danny Holla                 | Nederland             | Clubloos                 | PEC Zwolle                    | Transfervrij                                      |
| Mike van der Hoorn          | Nederland             | Ajax                     | Swansea City                  | Circa € 2.500.000, -                              |
| Kai Huisman                 | Nederland             | Vitesse                  | FC Emmen                      | Transfervrij                                      |
| Guus Hupperts               | Nederland             | AZ                       | KSC Lokeren                   | Was verhuurd aan Willem II                        |
| Pascal Huser                | Nederland             | sc Heerenveen            | FC Emmen                      | Transfervrij                                      |
| Renato Ibarra               | Ecuador               | Vitesse                  | Club América                  | Circa € 1.800.000, -                              |
| Lex Immers                  | Nederland             | Feyenoord                | Cardiff City                  | Was al verhuurd                                   |
| Uğur İnceman                | Turkije               | Roda JC                  | Eskişehirspor                 | Transfervrij                                      |
| Dino Islamovic              | Zweden                | FC Groningen             | Trelleborgs FF                | Transfervrij                                      |
| Brian Jacobs                | Nederland             | Roda JC                  | VV Chevremont                 | Transfervrij                                      |
| Vincent Janssen             | Nederland             | AZ                       | Tottenham Hotspur             | Circa € 22.100.000, -                             |
| David Jensen                | Denemarken            | FC Nordsjælland          | FC Utrecht                    |                                                   |
| Brad Jones                  | Australië             | N.E.C.                   | Feyenoord                     | Transfervrij                                      |
| Boy de Jong                 | Nederland             | PEC Zwolle               | Telstar                       | Transfervrij                                      |
| Siem de Jong                | Nederland             | Newcastle United         | PSV                           | Verhuurd                                          |
| Nicolai Jørgensen           | Denemarken            | FC Kopenhagen            | Feyenoord                     | Circa € 3.500.000, -                              |
| Tomi Jurić                  | Australië             | Roda JC                  | FC Luzern                     | Transfervrij                                      |
| Hidde Jurjus                | Nederland             | De Graafschap            | PSV                           | Circa € 500.000, -                                |
| Issa Kallon                 | Nederland             | FC Utrecht               | FC Emmen                      | Verhuurd                                          |
| Todd Kane                   | Engeland              | N.E.C.                   | Chelsea                       | Was verhuurd                                      |
| Óttar Magnús Karlsson       | IJsland               | Ajax                     | Molde FK                      | Transfervrij, was verhuurd aan Sparta Rotterdam   |
| Gervane Kastaneer           | Nederland             | FC Eindhoven             | ADO Den Haag                  | Was verhuurd                                      |
| Andy Kawaya                 | België                | Willem II                | Anderlecht                    | Was verhuurd                                      |
| Valeri Kazaisjvili          | Georgië               | Vitesse                  | Legia Warschau                | Verhuurd                                          |
| Mateusz Klich               | Polen                 | 1. FC Kaiserslautern     | FC Twente                     | Transfervrij                                      |
| Yuki Kobayashi              | Japan                 | Júbilo Iwata             | sc Heerenveen                 |                                                   |
| Menno Koch                  | Nederland             | PSV                      | FC Utrecht                    | Verhuurd                                          |
| Robert van Koesveld         | Nederland             | sc Heerenveen            | Helmond Sport                 | Verhuurd                                          |
| Ryan Koolwijk               | Nederland             | AS Trenčín               | Excelsior                     | Transfervrij                                      |
| Giovanni Korte              | Nederland             | ADO Den Haag             | NAC Breda                     | Transfervrij                                      |
| Joris Kramer                | Nederland             | AZ                       | FC Dordrecht                  | Verhuurd                                          |
| Thomas Kristensen           | Denemarken            | ADO Den Haag             | Brisbane Roar                 | Transfervrij                                      |
| Tim Krul                    | Nederland             | Newcastle United         | Ajax                          | Verhuurd                                          |
| Rick Kruys                  | Nederland             | Excelsior                | —                             | Gestopt                                           |
| Nicky Kuiper                | Nederland             | Willem II                | FC Eindhoven                  | Transfervrij                                      |
| Christian Kum               | Duitsland             | FC Utrecht               | Roda JC                       | Transfervrij                                      |
| Brandley Kuwas              | Nederland             | Excelsior                | Heracles Almelo               |                                                   |
| Martijn van der Laan        | Nederland             | SC Cambuur               | FC Groningen                  | Was verhuurd                                      |
| Nayib Lagouireh             | België                | Roda JC                  | Onbekend                      | Was verhuurd aan Fortuna Sittard                  |
| Thomas Lam                  | Finland               | PEC Zwolle               | Nottingham Forest             | Transfervrij                                      |
| Boban Lazić                 | Nederland             | PEC Zwolle               | FC Oss                        | Transfervrij                                      |
| Clint Leemans               | Nederland             | PSV                      | VVV-Venlo                     | Transfervrij                                      |
| Michael de Leeuw            | Nederland             | FC Groningen             | Chicago Fire                  | Transfervrij                                      |
| Darryl Lachman              | Nederland             | Sheffield Wednesday      | Willem II                     | Transfervrij                                      |
| Maxime Lestienne            | België                | Al-Arabi                 | Roebin Kazan                  | Circa € 10.000.000, -, was verhuurd aan PSV       |
| Timo Letschert              | Nederland             | FC Utrecht               | Sassuolo                      | Circa € 3.500.000, -                              |
| Elmo Lieftink               | Nederland             | Vitesse                  | Willem II                     | Transfervrij                                      |
| Ruben Ligeon                | Nederland             | Ajax                     | Slovan Bratislava             | Transfervrij, was verhuurd aan FC Utrecht         |
| Anthony Limbombe            | België                | N.E.C.                   | Club Brugge                   | Circa € 2.500.000, -                              |
| Rasmus Lindgren             | Zweden                | FC Groningen             | BK Häcken                     | Transfervrij                                      |
| Sébastien Locigno           | België                | KV Oostende              | Go Ahead Eagles               | Verhuurd                                          |
| Youri Loen                  | Nederland             | Sparta Rotterdam         | FC Emmen                      | Transfervrij, was verhuurd aan Fortuna Sittard    |
| Augustine Loof              | Nederland             | PSV                      | FC Eindhoven                  | Transfervrij                                      |
| Sherjill Mac-Donald         | Nederland             | Westerlo                 | Almere City                   | Was verhuurd aan Sparta Rotterdam                 |
| Adam Maher                  | Nederland             | PSV                      | Osmanlıspor                   | Verhuurd                                          |
| Marko Maletić               | Nederland             | Excelsior                | Lommel United                 | Transfervrij, was verhuurd aan Telstar            |
| Jean Willy Mapinga          | Nederland             | N.E.C.                   | Almere City FC                | Transfervrij                                      |
| Gévero Markiet              | Nederland             | FC Utrecht               | FC 08 Homburg                 | Tranfervrij, was verhuurd aan Helmond Sport       |
| Milan Massop                | Nederland             | FC Eindhoven             | Excelsior                     | Transfervrij                                      |
| Hachim Mastour              | Marokko               | AC Milan                 | PEC Zwolle                    | Verhuurd                                          |
| Justin Mathieu              | Nederland             | Willem II                | FC Oss                        | Transfervrij                                      |
| Stefan Mauk                 | Australië             | Adelaide United          | N.E.C.                        | Circa € 275.000, -                                |
| Kévin Mayi                  | Frankrijk             | Gazélec Ajaccio          | N.E.C.                        | Circa € 150.000, -                                |
| Thomas Meißner              | Duitsland             | MSV Duisburg             | ADO Den Haag                  | Transfervrij                                      |
| Joost Meendering            | Nederland             | Hollandia                | FC Utrecht                    | Transfervrij                                      |
| Rick van der Meer           | Nederland             | Feyenoord                | FC Utrecht                    | Transfervrij                                      |
| Robin van der Meer          | Nederland             | Go Ahead Eagles          | FC Utrecht                    |                                                   |
| Samir Memišević             | Bosnië en Herzegovina | Radnik Bijeljina         | FC Groningen                  | Circa € 400.000, -                                |
| David Mendes da Silva       | Nederland             | Gestopt                  | Sparta Rotterdam              | Transfervrij                                      |
| Queensy Menig               | Nederland             | Ajax                     | PEC Zwolle                    | Verhuurd, was al verhuurd                         |
| David Meul                  | Nederland             | Willem II                | —                             | Gestopt                                           |
| Kamil Miazek                | Polen                 | Feyenoord                | Chojniczanka Chojnice         | Transfervrij                                      |
| Matt Miazga                 | Verenigde Staten      | Chelsea                  | Vitesse                       | Verhuurd                                          |
| Daryl van Mieghem           | Nederland             | Excelsior                | Heracles Almelo               | Transfervrij                                      |
| Martin Milec                | Slovenië              | Standard Luik            | Roda JC                       | Verhuurd, was al verhuurd                         |
| Arkadiusz Milik             | Polen                 | Ajax                     | Napoli                        | Circa € 32.000.000, -                             |
| Damon Mirani                | Nederland             | Ajax                     | Almere City                   | Transfervrij                                      |
| Nestoras Mitidis            | Cyprus                | AEK Larnaca              | Roda JC                       |                                                   |
| Martijn Monteyne            | België                | Roda JC                  | KSV Roeselare                 | Transfervrij                                      |
| Tafari Moore                | Engeland              | Arsenal                  | FC Utrecht                    | Verhuurd                                          |
| Dani van der Moot           | Nederland             | PSV                      | FC Utrecht                    | Verhuurd                                          |
| Xavier Mous                 | Nederland             | Ajax                     | FC Oss                        | Transfervrij, was al verhuurd                     |
| Rick Mulder                 | Nederland             | RKC Waalwijk             | FC Utrecht                    | Transfervrij                                      |
| Koen Muller                 | Nederland             | Clubloos                 | Sparta Rotterdam              | Transfervrij                                      |
| Robert Murić                | Kroatië               | Ajax                     | Pescara                       | Verhuurd                                          |
| Adam Nemec                  | Slowakije             | Willem II                | Dinamo Boekarest              | Transfervrij                                      |
| Louis Nganioni              | Frankrijk             | FC Utrecht               | Olympique Lyon                | Was verhuurd                                      |
| Maecky Ngombo               | België                | Roda JC                  | Fortuna Düsseldorf            | Transfervrij                                      |
| Yoëll van Nieff             | Nederland             | Excelsior                | FC Groningen                  | Was verhuurd                                      |
| Reuven Niemeijer            | Nederland             | Quick '20                | Heracles Almelo               | Transfervrij                                      |
| Dylan Nieuwenhuijs          | Nederland             | ADO Den Haag             | Onbekend                      |                                                   |
| Sven Nieuwpoort             | Nederland             | Go Ahead Eagles          | De Graafschap                 | Transfervrij                                      |
| Reagy Ofosu                 | Duitsland             | SV Grödig                | N.E.C.                        | Transfervrij                                      |
| Henrik Ojamaa               | Estland               | Wacker Innsbruck         | Go Ahead Eagles               | Transfervrij                                      |
| Denys Oliynyk               | Oekraïne              | Vitesse                  | Darmstadt 98                  | Transfervrij                                      |
| Terell Ondaan               | Nederland             | Willem II                | Excelsior                     | Transfervrij                                      |
| Randy Onuoha                | Nederland             | N.E.C.                   | Fortuna Sittard               | Transfervrij                                      |
| Thijs Oosting               | Nederland             | FC Emmen                 | AZ                            | Transfervrij                                      |
| Celso Ortíz                 | Paraguay              | AZ                       | CF Monterrey                  |                                                   |
| Kenny Otigba                | Hongarije             | sc Heerenveen            | Kasımpaşa                     | Verhuurd                                          |
| Elvio van Overbeek          | Nederland             | Go Ahead Eagles          | De Graafschap                 | Verhuurd                                          |
| Tom Overtoom                | Nederland             | Excelsior                | Almere City                   | Transfervrij, was verhuurd aan FC Emmen           |
| Segun Owobowale             | Nederland             | ADO Den Haag             | N.E.C.                        | Transfervrij                                      |
| Leeroy Owusu                | Nederland             | Ajax                     | Excelsior                     | Verhuurd                                          |
| Quincy Owusu-Abeyie         | Ghana                 | Clubloos                 | N.E.C.                        | Transfervrij                                      |
| Santiago Palacios           | Mexico                | Roda JC                  | Pumas UNAM                    | Transfervrij, was verhuurd aan MVV                |
| Danilo Pantić               | Servië                | Vitesse                  | Chelsea                       | Was verhuurd                                      |
| Mitchel Paulissen           | Nederland             | VVV-Venlo                | Roda JC                       | Was verhuurd                                      |
| Ted van de Pavert           | Nederland             | De Graafschap            | PEC Zwolle                    | Transfervrij                                      |
| Lars Peeters                | Nederland             | Roda JC                  | EVV                           | Transfervrij                                      |
| Maarten Peijnenburg         | Nederland             | PSV                      | FC Utrecht                    | Transfervrij                                      |
| Kristoffer Peterson         | Zweden                | Roda JC                  | FC Utrecht                    | Was verhuurd                                      |
| Florian Pinteaux            | Frankrijk             | Châteauroux              | Sparta Rotterdam              | Transfervrij                                      |
| Rydell Poepon               | Nederland             | Roda JC                  | Boluspor                      | Transfervrij                                      |
| Mathias Pogba               | Guinee                | Partick Thistle          | Sparta Rotterdam              | Transfervrij                                      |
| Puck Postma                 | Nederland             | Go Ahead Eagles          | Koninklijke HFC               | Transfervrij                                      |
| Nicolò Pozzebon             | Italië                | Juventus                 | FC Groningen                  | Verhuurd                                          |
| Mike Pröpper                | Nederland             | De Graafschap            | N.E.C.                        | Transfervrij                                      |
| Robin Pröpper               | Nederland             | De Graafschap            | Heracles Almelo               | Transfervrij                                      |
| Bart Ramselaar              | Nederland             | FC Utrecht               | PSV                           | Circa € 4.750.000, -                              |
| Carlo de Reuver             | Nederland             | Helmond Sport            | Excelsior                     | Was verhuurd                                      |
| Ricardo van Rhijn           | Nederland             | Ajax                     | Club Brugge                   | Circa € 1.800.000, -                              |
| Jeffrey Rijsdijk            | Nederland             | Go Ahead Eagles          | Almere City                   | Transfervrij                                      |
| Jelle van Rijswijk          | Nederland             | N.E.C.                   | Patro Eisden                  | Transfervrij                                      |
| Marcel Ritzmaier            | Oostenrijk            | PSV                      | Go Ahead Eagles               | Verhuurd, was verhuurd aan N.E.C.                 |
| Alessandro Rodrigues        | België                | KV Oostende              | Sparta Rotterdam              | Transfervrij                                      |
| Mihai Roman                 | Roemenië              | N.E.C.                   | Maccabi Petach Tikwa          | Verhuurd                                          |
| Olivier Rommens             | België                | PSV                      | NAC Breda                     | Transfervrij                                      |
| Pablo Rosario               | Nederland             | Almere City              | PSV                           |                                                   |
| Mikhail Rosheuvel           | Nederland             | SC Cambuur               | Roda JC                       | Transfervrij                                      |
| Lesly de Sa                 | Nederland             | Ajax                     | Slovan Bratislava             | Transfervrij, was verhuurd aan Willem II          |
| Davinson Sánchez            | Colombia              | Atlético Nacional        | Ajax                          | Circa € 5.000.000, -                              |
| Philippe Sandler            | Nederland             | Ajax                     | PEC Zwolle                    | Transfervrij                                      |
| José San Román              | Argentinië            | Huracán                  | ADO Den Haag                  | Transfervrij                                      |
| Christian Santos            | Venezuela             | N.E.C.                   | Deportivo Alavés              | Transfervrij                                      |
| Adam Sarota                 | Australië             | Go Ahead Eagles          | Onbekend                      |                                                   |
| Stijn Schaars               | Nederland             | PSV                      | sc Heerenveen                 | Transfervrij                                      |
| Dani Schahin                | Duitsland             | Mainz 05                 | Roda JC                       |                                                   |
| Robbert Schilder            | Nederland             | FC Twente                | SC Cambuur                    | Transfervrij                                      |
| Maurits Schmitz             | Nederland             | Go Ahead Eagles          | SV Spakenburg                 | Transfervrij                                      |
| Jari Schuurman              | Nederland             | Feyenoord                | Willem II                     | Verhuurd                                          |
| Daniel Schwaab              | Duitsland             | VfB Stuttgart            | PSV                           | Transfervrij                                      |
| Ernestas Šetkus             | Litouwen              | Sivasspor                | ADO Den Haag                  | Transfervrij                                      |
| Mats Seuntjens              | Nederland             | NAC Breda                | AZ                            | Transfervrij                                      |
| Dylan Seys                  | België                | Club Brugge              | FC Twente                     | Verhuurd                                          |
| Bas Sibum                   | Nederland             | Heracles Almelo          | MVV Alcides                   | Transfervrij                                      |
| Wieger Sietsma              | Nederland             | sc Heerenveen            | FC Emmen                      | Verhuurd                                          |
| Alexander Helgi Sigurðarson | IJsland               | AZ                       | Breiðablik                    | Transfervrij                                      |
| Marlon Slabbekoorn          | Nederland             | Feyenoord                | FC Dordrecht                  | Transfervrij                                      |
| Joey Sleegers               | Nederland             | N.E.C.                   | VVV-Venlo                     | Verhuurd                                          |
| Jorrit Smeets               | Nederland             | Roda JC                  | Fortuna Sittard               | Transfervrij                                      |
| Guy Smit                    | Nederland             | N.E.C.                   | FC Eindhoven                  | Transfervrij                                      |
| Rodney Sneijder             | Nederland             | Clubloos                 | FC Utrecht                    | Transfervrij                                      |
| Fran Sol                    | Spanje                | Villarreal               | Willem II                     | Transfervrij                                      |
| Dominic Solanke             | Engeland              | Vitesse                  | Chelsea                       | Was verhuurd                                      |
| Jens van Son                | Nederland             | Fortuna Sittard          | Roda JC                       | Was verhuurd                                      |
| Stijn Spierings             | Nederland             | AZ                       | Sparta Rotterdam              | Transfervrij, was al verhuurd                     |
| Jeff Stans                  | Nederland             | Excelsior                | NAC Breda                     | Transfervrij                                      |
| Wouter van der Steen        | Nederland             | Helmond Sport            | sc Heerenveen                 | Transfervrij                                      |
| Niels Stenekes              | Nederland             | FC Groningen             | Oranje Nassau                 | Transfervrij                                      |
| Romano van der Stoep        | Nederland             | Sparta Rotterdam         | FC Rijnvogels                 | Transfervrij                                      |
| Frank van der Struijk       | Nederland             | Willem II                | Dundee United                 | Transfervrij                                      |
| Joey Suk                    | Nederland             | NAC Breda                | Go Ahead Eagles               | Transfervrij                                      |
| Christian Supusepa          | Nederland             | Sparta Rotterdam         | Spakenburg                    | Transfervrij                                      |
| Arjan Swinkels              | Nederland             | Roda JC                  | Beerschot Wilrijk             | Transfervrij                                      |
| Abel Tamata                 | Nederland             | FC Groningen             | ADO Den Haag                  | Transfervrij                                      |
| Jan-Willem Tesselaar        | Nederland             | AZ                       | FC Utrecht                    | Transfervrij                                      |
| Stefan Thesker              | Duitsland             | Greuther Fürth           | FC Twente                     | Circa € 50.000, -, was al verhuurd                |
| Sander Thomas               | Nederland             | PEC Zwolle               | Heracles Almelo               | Transfervrij                                      |
| Adnane Tighadouini          | Marokko               | Málaga                   | Vitesse                       | Verhuurd                                          |
| Michael Tørnes              | Denemarken            | Odense BK                | Vitesse                       | Transfervrij                                      |
| Dejan Trajkovski            | Slovenië              | NK Domžale               | FC Twente                     | Verhuurd                                          |
| Bertrand Traoré             | Burkina Faso          | Chelsea                  | Ajax                          | Verhuurd                                          |
| Tom Trybull                 | Duitsland             | Greuther Fürth           | ADO Den Haag                  | Transfervrij                                      |
| Derrick Tshimanga           | België                | KRC Genk                 | Willem II                     | Transfervrij                                      |
| Enes Ünal                   | Turkije               | Manchester City          | FC Twente                     | Verhuurd, was verhuurd aan NAC Breda              |
| Bruno Uvini                 | Brazilië              | Napoli                   | Al-Nassr                      | Transfervrij, was verhuurd aan FC Twente          |
| Achille Vaarnold            | Nederland             | AZ                       | Almere City                   | Transfervrij                                      |
| Szabolcs Varga              | Hongarije             | sc Heerenveen            | MTK Boedapest                 | Was al verhuurd                                   |
| Melvin Vissers              | Nederland             | Sparta Rotterdam         | DHC Delft                     | Transfervrij                                      |
| Nick van der Velden         | Nederland             | Willem II                | Dundee United                 | Transfervrij                                      |
| Lars Veldwijk               | Nederland             | Nottingham Forest        | KV Kortrijk                   | Transfervrij, was verhuurd aan PEC Zwolle         |
| Piet Velthuizen             | Nederland             | Vitesse                  | Hapoel Haifa                  | Transfervrij                                      |
| Bram Verbist                | België                | Roda JC                  | —                             | Gestopt                                           |
| Calvin Verdonk              | Nederland             | Feyenoord                | PEC Zwolle                    | Verhuurd                                          |
| Vincent Vermeij             | Nederland             | De Graafschap            | Heracles Almelo               | Circa € 500.000, -                                |
| Michael Verrips             | Nederland             | FC Twente                | Sparta Rotterdam              | Transfervrij                                      |
| Milan Vissie                | Nederland             | Ajax                     | SC Cambuur                    | Transfervrij                                      |
| Jordy Vleugels              | België                | Willem II                | FC Dordrecht                  | Transfervrij, was al verhuurd                     |
| Rai Vloet                   | Nederland             | PSV                      | FC Eindhoven                  | Verhuurd, was verhuurd aan SC Cambuur             |
| Julian von Haacke           | Duitsland             | Werder Bremen            | N.E.C.                        | Circa € 100.000, -                                |
| Johan Voskamp               | Nederland             | Sparta Rotterdam         | RKC Waalwijk                  | Transfervrij                                      |
| Sten Vreekamp               | Nederland             | FC Utrecht               | SV Spakenburg                 | Transfervrij                                      |
| Bart Vriends                | Nederland             | Go Ahead Eagles          | Sparta Rotterdam              | Transfervrij                                      |
| Django Warmerdam            | Nederland             | Ajax                     | PEC Zwolle                    | Verhuurd                                          |
| Stephen Warmolts            | Nederland             | sc Heerenveen            | Helmond Sport                 | Transfervrij, was al verhuurd                     |
| Tim Waterink                | Nederland             | N.E.C.                   | FC Groningen                  | Transfervrij                                      |
| Jamie Watt                  | Schotland             | Helmond Sport            | PSV                           | Transfervrij                                      |
| Guus van Weerdenburg        | Nederland             | AZ                       | Katwijk                       | Transfervrij, was verhuurd aan FC Dordrecht       |
| Tom van Weert               | Nederland             | Excelsior                | FC Groningen                  | Transfervrij                                      |
| Wout Weghorst               | Nederland             | Heracles Almelo          | AZ                            | Circa € 1.500.000, -                              |
| Daryl Werker                | Nederland             | MVV                      | Roda JC                       | Was verhuurd                                      |
| Heiko Westermann            | Duitsland             | Real Betis               | Ajax                          | Transfervrij                                      |
| Lloyd van der Wilden        | Nederland             | ADO Den Haag             | Feyenoord                     | Transfervrij                                      |
| Julian Wolf                 | Nederland             | FC Twente                | Go Ahead Eagles               | Transfervrij                                      |
| Ricky van Wolfswinkel       | Nederland             | Wigan Athletic           | Vitesse                       | Circa € 600.000, -, was verhuurd aan Real Betis   |
| Vito Wormgoor               | Nederland             | ADO Den Haag             | Aalesunds FK                  | Transfervrij                                      |
| Lucas Woudenberg            | Nederland             | N.E.C.                   | Feyenoord                     | Was verhuurd                                      |
| Jan Wuytens                 | België                | AZ                       | Onbekend                      |                                                   |
| Yaw Yeboah                  | Ghana                 | Manchester City          | FC Twente                     | Verhuurd, was verhuurd aan Lille OSC              |
| Ruben Yttergård Jenssen     | Noorwegen             | 1. FC Kaiserslautern     | FC Groningen                  | Transfervrij                                      |
| Luka Zahović                | Slovenië              | sc Heerenveen            | NK Maribor                    | Verhuurd                                          |
| Oskar Zawada                | Polen                 | FC Twente                | VfL Wolfsburg                 | Was verhuurd                                      |
| Oleksandr Zintsjenko        | Oekraïne              | Manchester City          | PSV                           | Verhuurd                                          |
| Richairo Živković           | Nederland             | Ajax                     | FC Utrecht                    | Verhuurd                                          |
| Hakim Ziyech                | Marokko               | FC Twente                | Ajax                          | Circa € 11.000.000, -                             |
| Georgi Zjoekov              | Kazachstan            | Roda JC                  | Standard Luik                 | Was verhuurd                                      |
| Ramon Zomer                 | Nederland             | Heracles Almelo          | —                             | Gestopt                                           |
| Gianni Zuiverloon           | Nederland             | ADO Den Haag             | Cultural Leonesa              | Transfervrij                                      |

2007/08 (zomer · winter) · 
2008/09 (zomer · winter) · 
2009/10 (zomer · winter) · 
2010/11 (zomer · winter) · 
2011/12 (zomer · winter) · 
2012/13 (zomer · winter) · 
2013/14 (zomer · winter) · 
2014/15 (zomer · winter) · 
2015/16 (zomer · winter) · 
2016/17 (zomer · winter) ·
2017/18 (zomer · winter) ·
2018/19 (zomer · winter) ·
2019/20 (zomer · winter) ·
2020/21 (zomer · winter) ·
2021/22 (zomer · winter) ·
2022/23 (zomer · winter) ·
2023/24 (zomer · winter) ·
2024/25 (zomer · winter) ·
2025/26 (zomer)